# Aziz Gʻaniyev
Azizjon Alijon oʻgʻli Gʻaniyev (kyrillisch Азизжон Алижон ўғли Ғанийев; * 22. Februar 1998 in Jizzax), hauptsächlich bekannt als Aziz Ganiev, ist ein usbekischer Fußballspieler, der seit Februar bei al-Ahli Dubai in der UAE Arabian Gulf League unter Vertrag steht. Der Mittelfeldspieler ist seit November 2017 usbekischer Nationalspieler.

## Karriere

### Verein
Der im ostusbekischen Jizzax geborene Aziz Gʻaniyev entstammt der Nachwuchsabteilung von Nasaf Karschi, wo er zum Ende des Spieljahres 2014 in die erste Mannschaft befördert wurde. Am 7. Oktober 2014 (26. Spieltag) bestritt er beim 2:2-Unentschieden gegen den FK Olmaliq sein Debüt in der höchsten usbekischen Spielklasse, als er in der 88. Spielminute für Odiljon Khamrobekov eingewechselt wurde. Dieser Einsatz blieb sein Einziger in dieser Spielzeit und in der darauffolgenden Saison 2015 kam der Mittelfeldspieler in neun Ligaspielen zum Einsatz.
Nachdem er im nächsten Spieljahr 2016 bereits als Rotationsspieler in 17 Ligaspielen eingesetzt worden war, drang er in der folgenden Spielzeit 2017 endgültig in die Startformation vor. Am 13. Mai 2017 (10. Spieltag) erzielte er beim 1:1-Unentschieden gegen den FK Dinamo Samarkand sein erstes Ligator für die Nasafis. In dieser Saison absolvierte er 27 Ligaspiele, in denen er zwei Torerfolge und genauso viele Vorlagen verbuchen konnte.
Im Juli 2018 zog er sich in einem Ligaspiel einen Kreuzbandriss zu und musste aufgrund dieser schweren Verletzung das Spieljahr 2018 vorzeitig nach 15 Ligaeinsätzen sowie drei Treffern beenden. Nach seinem Comeback im April 2019 etablierte er sich in der Saison 2019 wieder als unumstrittene Stammkraft bei Nasaf Karschi und er erlebte mit zwei Toren und neun Assists die statistisch beste Spielzeit seiner bisherigen Laufbahn.
Am 3. Februar 2020 wechselte Gʻaniyev zu al-Ahli Dubai in die UAE Arabian Gulf League, wo er einen Dreijahresvertrag unterzeichnete. Am 10. Februar 2020 debütierte er bei der 1:2-Auswärtsniederlage gegen Paxtakor Taschkent in der AFC Champions League für seinen neuen Arbeitgeber. In der verbleibenden Spielzeit 2019/20, welche aufgrund der COVID-19-Pandemie vorzeitig Mitte März endete, kam Gʻaniyev nicht zu seinem Ligadebüt.
Sein erster Treffer für Shabab al-Ahli gelang ihm am 26. September 2020 im Achtelfinale der Champions League gegen den saudi-arabischen Vertreter al-Ahli Dschidda. Im verlorenen Elfmeterschießen verwertete er seinen Versuch. Am 17. Oktober 2020 (1. Spieltag) kam er beim 3:0-Auswärtssieg gegen al-Ittihad Kalba erstmals in der höchsten Spielklasse der Vereinigten Arabischen Emirate zum Einsatz.

### Nationalmannschaft
Zwischen Juli 2017 und Januar 2020 bestritt Aziz Gʻaniyev 24 Länderspiele für die usbekische U23-Nationalmannschaft, in denen er vier Tore erzielte. Mit dieser Auswahl gewann er im Januar 2018 die U23-Asienmeisterschaft in China, wo er in allen Spielen zum Einsatz kam und einen Treffer markierte. Zwei Jahre später war er erneut bei der U23-Asienmeisterschaft im Kader, verpasste mit Usbekistan jedoch die Titelverteidigung und musste den vierten Platz hinnehmen.
Am 14. November 2017 debütierte er bei der 0:1-Testspielniederlage gegen die Vereinigten Arabischen Emirate in der usbekischen A-Nationalmannschaft, als er zur zweiten Halbzeit für Odiljon Hamrobekov eingewechselt wurde.

## Erfolge

### Verein
Nasaf Karschi
- Usbekischer Pokalsieger: 2015
- Usbekischer Supercupsieger: 2016

### Nationalmannschaft
Usbekistan U23
- U23-Asienmeister: 2018